# Витово
Витово (Вітово, пол. Witowo) — село в Польщі, у гміні Дубичі Церковні Гайнівського повіту Підляського воєводства. Населення — 103 особи (2011).

## Історія
Засноване до 1570 року.
У 1975—1998 роках село належало до Білостоцького воєводства.

## Демографія
Демографічна структура станом на 31 березня 2011 року:
|          | Загалом | Допрацездатний вік | Працездатний вік | Постпрацездатний вік |
| -------- | ------- | ------------------ | ---------------- | -------------------- |
| Чоловіки | 48      | 6                  | 28               | 14                   |
| Жінки    | 55      | 5                  | 21               | 29                   |
| Разом    | 103     | 11                 | 49               | 43                   |